# Celosia tomentosa
Celosia tomentosa är en amarantväxtart som beskrevs av Carl Ludwig von Willdenow och Schult.. Celosia tomentosa ingår i släktet celosior, och familjen amarantväxter. Inga underarter finns listade i Catalogue of Life.